# Sukarahayu
Sukarahayu is een bestuurslaag in het regentschap Bekasi van de provincie West-Java, Indonesië. Sukarahayu telt 6380 inwoners (volkstelling 2010).